# 诗人公馆
诗人公馆（Hôtel du Poët）是法国普罗旺斯地区艾克斯的一座宅邸。

## 位置
它位于普罗旺斯地区艾克斯的米拉波大道起点的福尔班广场（Place Forbin）

## 历史
1730年，亨利·高蒂埃（1676-1757年）在米拉波大道起点购买了一些土地，那里有一个古老的水磨。 他委托建筑师乔治·瓦隆（Georges Vallon，1688-1767 年）设计了一座宅邸：诗人公馆。 后来，这里是药剂师和印刷厂的所在地。
这是一座巴洛克建筑。立面有怪面饰 室内主楼梯有圆柱，路易十六扶手装饰有诗人饰牌。

## 保护
自1987年11月3日以来，它被列为法国历史遗迹。